# Rayon Sport FC
El Rayon Sports FC es un equipo de fútbol de Ruanda que participa en la Primera División de Ruanda, la liga de fútbol más importante del país.

## Historia
Fue fundado en el año 1968 en la capital Kigali siendo uno de los equipos más ganadores del país al ganar 8 títulos de liga, 10 torneos de copa y una Copa de Clubes de la CECAFA.
A nivel continental ha participado en más de 10 torneos, teniendo como mejor resultado la Copa CAF 2002, donde llegó hasta los cuartos de final.
Posee una división femenina que en 2024 participó en la Liga de Campeones Femenina de la CAF 2024 en su Etapa Preliminar, no pudiendo avanzar a la Fase final.

## Palmarés
- Primera División de Ruanda: 8

1975, 1981, 1997, 1998, 2002, 2004, 2013, 2019
- Copa de Ruanda: 11

1976, 1979, 1980, 1982, 1989, 1993, 1995, 1998, 2005, 2016, 2023
- Copa de Clubes de la CECAFA: 1

1998
- Rwanda Media Cup: 1

2013

## Participación en competiciones de la CAF
| Temporada | Torneo                            | Ronda            | Club                    | Casa  | Visita | Global      |
| --------- | --------------------------------- | ---------------- | ----------------------- | ----- | ------ | ----------- |
| 1982      | Copa Africana de Clubes Campeones | Preliminar       | Vital'O FC              | 1-0   | 1-3    | 2-3         |
| 1990      | Recopa Africana                   | 1                | Diables Noirs           | 1-0   | 0-3    | 1-3         |
| 1993      | Copa CAF                          | Preliminar       | Insurance FC            | 1-2   | 1-1    | 2-3         |
| 1994      | Recopa Africana                   | 1                | Al-Hilal Omdurmán       | 4-1   | 0-1    | 4-2         |
| 1994      | Recopa Africana                   | 2                | Kenya Breweries         | w.o.1 | w.o.1  | w.o.1       |
| 1996      | Recopa Africana                   | Preliminar       | Ethiopia IC             | 3-1   | 1-3    | 4-4 (5-4 p) |
| 1996      | Recopa Africana                   | 1                | Al-Mokawloon Al-Arab    | 0-0   | 1-2    | 1-2         |
| 1998      | Liga de Campeones de la CAF       | Preliminar       | Maniema FC              | 6-1   | w.o.2  | 6-1         |
| 1998      | Liga de Campeones de la CAF       | 1                | Young Africans SC       | 2-2   | 1-1    | 3-3 (a)     |
| 1999      | Liga de Campeones de la CAF       | Preliminar       | Red Sea FC              | 2-0   | 1-1    | 3-1         |
| 1999      | Liga de Campeones de la CAF       | 1                | AFC Leopards            | 2-1   | 1-0    | 3-1         |
| 1999      | Liga de Campeones de la CAF       | 2                | Al-Ahly                 | 1-0   | 0-3    | 1-3         |
| 2000      | Recopa Africana                   | Preliminar       | Olympic Real de Bangui  | w.o.3 | 1-1    | 1-1         |
| 2000      | Recopa Africana                   | 1                | US Bitam                | 2-0   | 1-2    | 3-2         |
| 2000      | Recopa Africana                   | 2                | FAR Rabat               | 2-1   | 0-1    | 2-2 (a)     |
| 2001      | Liga de Campeones de la CAF       | Preliminar       | ASDR Fatima             | 1-0   | 0-1    | 1-1 (4-5 p) |
| 2002      | Copa CAF                          | 1                | AS Aviação              | 1-0   | 0-1    | 1-1 (8-7 p) |
| 2002      | Copa CAF                          | 2                | Satellite FC            | 4-2   | 2-3    | 6-5         |
| 2002      | Copa CAF                          | Cuartos de final | Satellite               | 1-2   | 0-2    | 1-4         |
| 2003      | Liga de Campeones de la CAF       | Preliminar       | Saint-George SA         | 3-1   | 0-1    | 3-2         |
| 2003      | Liga de Campeones de la CAF       | 1                | Espérance               | 2-2   | 0-5    | 2-7         |
| 2005      | Liga de Campeones de la CAF       | Preliminar       | DC Motema Pembe         | 2-0   | 0-3    | 2-3         |
| 2006      | Copa Confederación de la CAF      | Preliminar       | Awassa Kanema           | 1-0   | 1-0    | 2-0         |
| 2006      | Copa Confederación de la CAF      | 1                | Al-Ittihad Al-Iskandary | 1-0   | 0-3    | 1-3         |
| 2008      | Copa Confederación de la CAF      | Preliminar       | Harar Bira              | 2-0   | 0-2    | 2-2 (5-3 p) |
| 2008      | Copa Confederación de la CAF      | 1                | Al-Merreikh Omdurmán    | 0-0   | 0-3    | 0-3         |
| 2014      | Liga de Campeones de la CAF       | Preliminar       | AC Léopards             | 2-2   | 0-0    | 2-2 (a)     |
| 2015      | Copa Confederación de la CAF      | Preliminar       | Panthère du Ndé         | 1-0   | 1-0    | 2-0         |
| 2015      | Copa Confederación de la CAF      | 1                | Zamalek SC              | 0-3   | 1-3    | 1-6         |
| 2017      | Copa Confederación de la CAF      | Preliminar       | Wau Salaam FC           | 2-0   | 4-0    | 6-0         |
| 2017      | Copa Confederación de la CAF      | 1                | Onze Créateurs          | w.o.4 | w.o.4  | w.o.4       |
| 2017      | Copa Confederación de la CAF      | Play-Off         | Rivers United FC        | 0-0   | 0-2    | 0-2         |
| 2019/20   | Liga de Campeones de la CAF       | Preliminar       | Al-Hilal Omdurmán       | 1-1   | 0-0    | 1-1 (a)     |
| 2023/25   | Copa Confederación de la CAF      | 2                | Al Hilal Benghazi       | 1-1   | 1-1    | 2-2 (2-4 p) |

1- El Rayon Sport abandonó el torneo.

2- El Maniema abandonó el torneo después de jugar el partido de ida.

3- Olympique Real abandonó el torneo al finalizar el partido de ida.

4- Los equipos de Malí fueron descalificados luego de que la FIFA suspendiera a la Federación Maliense de Fútbol el 17 de marzo de 2017.

## Exentrenadores
- Rudasingwa Longin (1995-2000)
- René Kalimunda (2007–08)
- Raul Shungu (2009)
- Tierry Hitimana
- Baptiste Kayiranga
- Fatikaramu
- Kanyankore Gilbert Youndé
- Didier Gomes Da Rosa (2012 - ?)
- Ivan Minnaert (? - 2018)[3]
- Robertinho (2018-2019)[4]
- Javier Martinez Espinosa (2019)
- Casa Bungo André (2019-2020)
- Guy Bukasa (2020-2022)
- Haringingo Francis (2022-2023)

## Jugadores

### Jugadores destacados
| - Tierry Hitimana - Simon Kameni - Labama Bogota - Taribo Djunga Mambo - Hamisi Aimé Dollar - Phillipe Gasana - Ndiki Ben Kitala - Mbusa Kombi Billy - Jean Lomami - Zapi Mora - Lawrence Webo - Mapike Baruani - François Bayingana - Gasana Brave - Puma - Mateso Jean de Dieu - Dieudonne | - Gatali Gasesero - Moise Gasesero - Marcel Gatarayiha - Chrisostome Habimana - Bonavature Hategekimana - Bernard Itangishaka - Janvier Kado - Claude Kalisa - J-Bosco Karangwa - Murenzi Kassim - Baptiste Kayiranga - Francois Kazanenda - Rudasingwa Longin - Jaffar Manirambona - Nazer Mudeyi - Yves Mudeyi - Alexis Mugabo | - Edmond Mukimbili - Eugène Murangwa - Michael Ndayiragije - Shungu Onya - Juma Pala - Jean Pierre Dusange Poku - J-Damascène Ruterana - Kamali Ruterana - Sembagare - Semukanya - Suedi - Jimmy Djamali Tuyisenge - Roger Tuyisenge - Yves Twajamahoro - Olivier Uwingabire - Hadji Mberwa - Mikey Yossam |